# Bahman Group
Bahman Group – irański producent samochodów z siedzibą w Teheranie. Przedsiębiorstwo założone zostało w 1952 roku.
Obecnie przedsiębiorstwo produkuje na licencji wybrane modele Mazda, Isuzu, Mitsubishi, FAW i Dongfeng.